# أستراليا المفتوحة 1990
هنا قائمة ببطولات أستراليا المفتوحة لسنة 1990:

## الكبار

### فردي رجال
إيفان ليندل هزم  ستيفان إدبرغ, 4-6, 7-6, 5-2, انسحب

### فردي سيدات
شتيفي غراف هزم  ماري جو فيرنانديز, 6-3, 6-4

### زوجي رجال
بيتر ألدريتش و داني فايزر هزم  غرانت كونيل و غلين مايتشيباتا, 6-4, 4-6, 6-1, 6-4,

### زوجي سيدات
يانا نوفوتنا و هيلينا سوكوفا هزم  باتي فينديك و ماري جو فيرنانديز, 7-6, 7-6

### زوجي مختلط
ناتاليا زفيريفا و جيم بوغه هزم  زينا غاريسن و ريك لياتش, 4-6, 6-2, 6-3